# Existencia de Dios

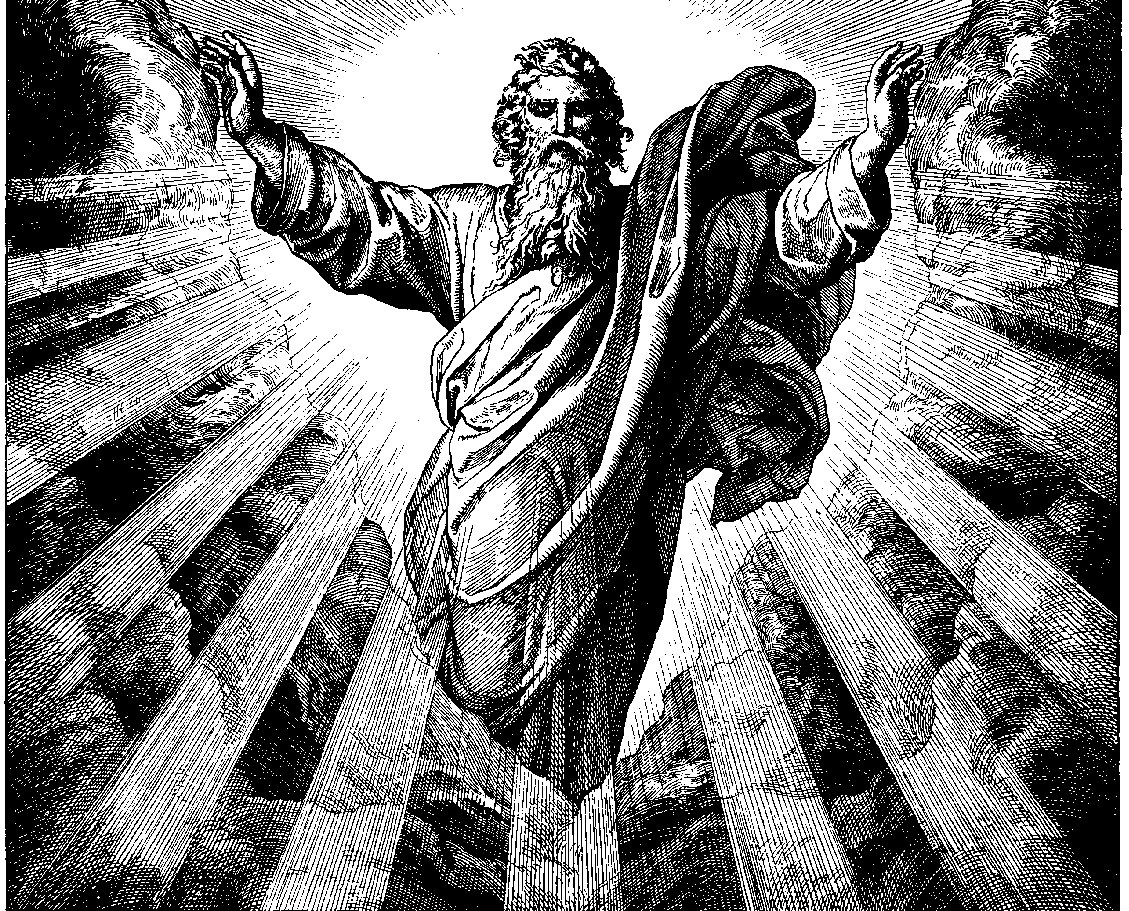
La existencia de Dios ha sido objeto de debate por siglos.

La existencia de Dios es un tema que plantea cuestiones filosóficas fundamentales en relación con la ontología, e implica un debate entre diferentes ideas, cuya expresión habitualmente no se limita al mundo de la racionalidad, sino que se extiende al de las creencias. El teísmo y el ateísmo son las posturas teóricas favorables y contrarias a la existencia de Dios o divinidad alguna, respectivamente. Por su parte, el agnosticismo niega la posibilidad de conocer la existencia de Dios. La rama de la filosofía que se centra principalmente en esta cuestión, además de la naturaleza o atributos de Dios, se conoce tradicionalmente como teología natural.
El debate en torno a este tema ha sido objeto de argumentos a favor y en contra, propuestos por filósofos, teólogos y otros pensadores. Los argumentos a favor de la existencia de Dios suelen incluir cuestiones metafísicas, empíricas, antropológicas y gnoseológicas. Las alegaciones en contra, suelen incluir cuestiones empíricas y razonamientos deductivos o inductivos. Sin embargo, no existe una definición universalmente aceptada de Dios. Algunas definiciones sobre Dios no son tan específicas como para permitir llegar a probar que exista una realidad que se ajuste a tales definiciones, y por lo tanto existen diferentes líneas de debate.
Aunque hace tiempo buena parte del mundo académico occidental veía la cuestión de la existencia de Dios como un tema intocable o un pseudoproblema, esta cuestión ha vuelto a suscitar debates vivos en filosofía. De hecho, se ha llegado a escribir: «En el mundo académico, Dios no está muerto en referencia a la muerte de Dios descrita por Nietzsche: volvió a la vida a finales de los años sesenta».

## Aspectos filosóficos y religiosos

### Definición de Dios
En la cultura occidental, el término «Dios» normalmente se ha referido al concepto teísta de un ser supremo, diferente de cualquier otro ser. El teísmo clásico afirma que Dios posee toda posible perfección, incluyendo cualidades tales como la omnisciencia, la omnipotencia y la omnibenevolencia, y que es providente con su creación.
Sin embargo, esta definición no es la única posible definición de Dios. Otros enfoques filosóficos toman una simple definición de Dios como «motor inmóvil» o «causa incausada», o «el creador definitivo» o «un ser superior sobre el cual nada puede ser concebido» a partir de lo cual se pueden deducir sus propiedades clásicas.
Por el contrario, el panteísmo no cree en un Dios personal. Por ejemplo, Spinoza y sus seguidores filosóficos (por ejemplo, Einstein) utilizan el término «Dios» en un sentido filosófico particular, para significar, aproximadamente, la sustancia o principios esenciales de la naturaleza. Para Spinoza ningún ser obra por fines, esto es solo una ilusión humana; los humanos creen que lo hacen, y, por antropomorfismo le atribuyen a dios lo mismo. Solo obra por un fin un ser deseoso de algo que no tiene, pero esto es absurdo decirlo de un dios infinitamente perfecto.
Este razonamiento puede ser expresado mediante el silogismo: 
- Solo obra por un fin, quien desea algo que no tiene. (Premisa Mayor)

- Dios es infinitamente perfecto. (Premisa Menor)

- Ergo, Dios no tiene razón alguna para obrar. (Conclusión)

El Dios de Spinoza no es consciente, solo es una secuencia, por su propia naturaleza todas las cosas se siguen de él; así como 1, 2, 3 y le sigue el 4. Este Dios además es una causa inmanente, todo lo que produce permanece en él y no fuera de él.
En la rama del hinduismo denominada advaita vedanta, la realidad se considera en última instancia un único ser, ajeno a las cualidades y al cambio, llamado nirguna Brahman (‘Dios sin cualidades’), que se supone más allá de la comprensión humana ordinaria; siendo el mundo que normalmente percibimos, compuesto de pluralidad de objetos, provocado por las consecuencias de nuestras acciones. La doctrina adwaita introduce el concepto de saguna Brahman (‘Bráhman con cualidades’) como una manera de referirse a ese Brahman ante el pueblo.
A esta deidad sí se le atribuyen cualidades tales como la omnisciencia, la omnipotencia y la omnibenevolencia.
Las religiones politeístas utilizan la palabra «dios» para múltiples seres con diversos grados de poder y habilidades, que en relatos como los de la mitología grecorromana (Homero, Hesíodo, Virgilio, Ovidio) aparecen antropomorfizados, con vicios y virtudes humanas (luchando, engañando, discutiendo, etc.).
Es por estas razones que el filósofo contemporáneo Anthony Kenny se declara a sí mismo agnóstico, y no ateo. Dice, al respecto:

Se pueden ofrecer muchas definiciones diferentes de la palabra "Dios". Dado este hecho, el ateísmo hace una afirmación mucho más fuerte que el teísmo. El ateo dice que no importa la definición que usted elija; "Dios existe" siempre es falsa. El teísta sólo afirma que hay alguna definición que hace que "Dios existe" sea verdadero. En mi opinión, no se ha demostrado de manera convincente ni la afirmación más fuerte ni la más débil.
Anthony Kenny, What I Believe.

Y añade:

La verdadera "posición por defecto" no es ni el teísmo ni el ateísmo, sino el agnosticismo... Una afirmación de conocimiento debe fundamentación; la ignorancia sólo debe ser confesada.
Anthony Kenny, What I Believe.

### ¿Se puede demostrar la existencia de Dios?

#### Vías de conocimiento de Dios
Siguiendo la fe cristiana, los filósofos y teólogos protestantes distinguen dos formas de conocer a Dios:
- Doctrinas procedentes de la revelación general, es decir, exclusivamente de la razón, obteniendo conclusiones basadas en observaciones relativamente obvias del mundo y de uno mismo.
- Doctrinas procedentes de la revelación especial, que surgen fundamentalmente de la fe en la revelación inspirada por Dios, incluyendo la vida de Cristo, pero que no pueden ser probadas ni previstas solo por la razón, tales como la doctrina de la Trinidad y de la Encarnación, cómo por ejemplo Juan 3:16.

La Iglesia católica además incluye un tercer tipo de revelaciones, conocidas como revelaciones privadas. Es el caso de apariciones marianas, visiones que experimentaron los santos (como san Pablo), milagros, y otro tipo de fenómenos que no pretenden ampliar ni mejorar la revelación de Cristo, sino que la confirman. Los fieles católicos no tienen obligación de asentir este tipo de revelaciones.

##### Desde la revelación general
En el marco de quienes piensan poder probar la existencia de Dios desde la razón, el Catecismo de la Iglesia Católica, siguiendo la tradición tomista y la definición dogmática del Concilio Vaticano I, postulan que en la doctrina de la Iglesia católica, se admite la validez de pruebas de la existencia de Dios como las presentadas en las Cinco Vías de santo Tomás de Aquino.
Muchas otras confesiones cristianas comparten el punto de vista de que la existencia de Dios puede ser demostrada sin recurrir a la revelación. Los católicos sostienen que el argumento puede ser conocido, en línea de principio, por todos, incluso sin ninguna revelación divina, ya que es anterior a la cristiandad. San Pablo utilizó este argumento al insistir en que los paganos no tenían excusa:

Desde la creación del mundo, la invisible naturaleza de Dios ―es decir, su poder eterno y divinidad― se han percibido claramente en las cosas que han sido hechas.
Pablo de Tarso, Carta a los romanos (1.20)

##### Desde la revelación especial
La Biblia no parece interesada en demostrar la existencia de Dios mediante pruebas metódicas o convencionales. Se asume la existencia de Dios como evidente, como creencia natural para el hombre. Pues la fe aunque puede apoyarse en los datos de la razón, no surge necesariamente de un proceso demostrativo:

La idea de que el hombre llega a conocer a Dios, o alcanza comunión con él mediante sus propios esfuerzos es completamente extraña al Antiguo Testamento. Dios habla, aparece; el hombre escucha y contempla. Dios se acerca al hombre; acuerda un pacto o inicia relaciones especiales con el hombre; le da mandamientos. El hombre lo recibe cuando se acerca a Dios, acepta su voluntad y obedece sus preceptos. Jamás se presenta a Moisés o a los profetas en actitud pensante, reflexionando sobre el Invisible y llegando a conclusiones con respecto a él, o ascendiendo a concepciones elevadas de la divinidad. El Invisible se manifiesta a sí mismo ante ellos, y ellos lo saben.
A. B. Davidson

Sin embargo, la vida y obra de Jesús, las experiencias de diversos santos, los milagros como el de Alexis Carrel con la estatua de María en Lourdes (Francia), las apariciones marianas y otros muchos fenómenos que se derivan de esta revelación son y han sido objeto de estudio de numerosos escritores ateos y apologistas cristianos.

#### Carga de la prueba de la demostración
En el tema de la existencia de Dios se presenta una carga de la prueba impuesta sobre quienes afirman la existencia de Dios; ya que la exigencia contraria (pretender que sean los ateos quienes demuestren que Dios no existe) supone por regla general una imposibilidad lógica, ya que no se puede demostrar una inexistencia. Para los ateos, querer o pedir que se demuestre la inexistencia de Dios no tiene sentido. De esta manera, por ejemplo, la analogía de la llamada tetera de Russell, arguye que la carga de prueba acerca de la existencia de Dios debe recaer en el teísta en vez del no creyente. El razonamiento de Russell es el siguiente:

Si yo sugiriera que entre la Tierra y Marte hay una tetera de porcelana que gira alrededor del Sol en una órbita elíptica, nadie podría refutar mi aseveración, siempre que me cuidara de añadir que la tetera es demasiado pequeña como para ser vista incluso por los telescopios más potentes. Pero si yo dijera que, puesto que mi aseveración no puede ser refutada, dudar de ella es de una presuntuosidad intolerable por parte de la razón humana, se pensaría con toda razón que estoy diciendo tonterías. Sin embargo, si la existencia de tal tetera se afirmara en libros antiguos, si se enseñara cada domingo como verdad sagrada, si se instalara en la mente de los niños en la escuela, la vacilación para creer en su existencia sería un signo de excentricidad, y quien dudara merecería la atención de un psiquiatra en un tiempo iluminado, o la del inquisidor en tiempos anteriores.
Bertrand Russell, en el artículo «Is there a God?» (‘¿Hay un Dios?’)

Aunque en la práctica sí se puede demostrar la inexistencia de algo cuando existe una hipótesis planteada, ya que en matemáticas es muy común desmentir postulados de afirmaciones a priori, ya que su método de comprobación es numérico y el resultado es concreto (por ejemplo, la imposibilidad de la cuadratura del círculo o el teorema de incompletitud de Gödel); la prueba para la no existencia de Dios que se supone es atemporal, aespacial y espiritual, se vuelve casi imposible por métodos numéricos o empíricos. De esta manera, es común exigir la carga de la prueba sobre los teístas.
Sin embargo, la misma dificultad existe para probar la existencia de Dios mediante esos métodos.[cita requerida] Y muchos teístas opinan que dada la gran evidencia de la complejidad del cosmos y de la vida, la existencia de seres que interactúan, la consciencia, y otros fenómenos difícilmente explicables por pura física y que no parece ser fruto del azar; la carga de prueba debe caer también sobre el ateo, que debe dar una explicación convincente a estos temas.
Otro filósofo, Alvin Plantinga, afirma que hay una falsedad en el corazón del argumento de Russell. El argumento de Russell asume que no hay evidencia en contra de la tetera, pero Plantinga no está de acuerdo:

Claramente tenemos una gran cantidad de evidencia contra el teterismo. Por ejemplo, hasta donde sabemos, la única forma en que una tetera podría haber entrado en órbita alrededor del sol sería si algún país con capacidades de lanzamiento espacial suficientemente desarrolladas hubiera puesto esta olla en órbita. Ningún país con tales capacidades es lo suficientemente frívolo como para desperdiciar sus recursos tratando de poner una tetera en órbita. Además, si algún país lo hubiera hecho, habría estado en todas las noticias; ciertamente habríamos oído hablar de ello. Pero no lo hemos hecho. Y así. Hay mucha evidencia contra el teterismo.

Otra respuesta a la tetera de Russell, por el filósofo Eric Reitan, es que creer en Dios es diferente de creer en la tetera de Russell porque las teteras son físicas y, por lo tanto, en principio verificables, y que dado lo que sabemos sobre el mundo físico no podemos equiparar la creencia en una tetera a la creencia en Dios.
El filósofo Brian Garvey sostiene que la analogía de la tetera falla con respecto a la religión porque, con la tetera, el creyente y el no creyente simplemente están en desacuerdo sobre un elemento del universo y pueden tener en común todas las demás creencias sobre el universo, lo cual no es cierto de un ateo y un teísta. Garvey argumenta que no se trata de que el teísta proponga la existencia de una cosa y el ateo simplemente la niegue; cada uno está afirmando una explicación alternativa de por qué el cosmos existe y es como es: el ateo no es solo negar una existencia que el teísta afirma: el ateo está además comprometido con la idea de que el universo no es como es debido a Dios. O es como es debido a algo que no es Dios, o no hay razón alguna para que así sea.

## Argumentos a favor de la existencia de Dios

### Argumentosa priori
- El argumento ontológico es un argumento a priori, es decir, se trata de una demostración en la que no interviene ningún factor de la experiencia. Se basa en argumentos acerca de «un ser mayor que el cual nada puede pensarse». Fue enunciado por primera vez por Avicena y San Anselmo: «Todos, incluso aquellos que niegan la existencia de Dios, tienen en su mente la noción de Dios; en efecto, si no la tuvieran, no entenderían lo que dicen cuando afirman que no existe. Ahora bien, esa noción es la del ser más allá del cual no cabe ni siquiera concebir algo más perfecto. Pues bien, ése ser perfectísimo ha de existir necesariamente, pues, de no ser así, cualquier cosa que existiera sería más perfecta que Él, y eso sería contradictorio. Por lo tanto, es necesario que Dios exista». Este argumento fue rechazado por Tomás de Aquino, Roger Bacon, Hume y Kant, entre otros, pero admitido por Descartes, Gödel y Hegel, entre otros. Kant argumentó que definir algo como un ser necesario (Dios) no implica su existencia. Alvin Plantinga formula este argumento basándose en la lógica modal y en la noción de mundos posibles para argumentar que, si es lógicamente posible para Dios (un ser que existe en todos los mundos posibles) existir, entonces Dios debe existir (véase argumento ontológico modal).[15] Plantinga reconoce que no hay una razón determinante por la cual aceptar los axiomas del argumento, motivo por el cual afirma:

"Por lo tanto, nuestro veredicto sobre estas versiones reformuladas del argumento de San Anselmo debe ser el siguiente. Tal vez no se pueda decir que prueben o establezcan su conclusión. Pero como es racional aceptar su premisa central, sí demuestran que es racional aceptar esa conclusión. Y tal vez eso es todo lo que se puede esperar de cualquier argumento de este tipo."
Plantinga, Alvin. The Nature of Necessity p.221

En 2017, con respecto a la afirmación de Plantinga de que el argumento ontológico hace que la creencia en Dios sea racional, responde: "Esa es una afirmación que hice, pero no estoy tan seguro de que muestre siquiera eso".
- El argumento moral o argumento axiológico afirma que cualquier forma de realismo moral asume implícitamente la idea de Dios, en oposición a concepciones tales como el emotivismo ético, el utilitarismo y el nihilismo moral. William Lane Craig formula el siguiente argumento:[9][17]
  1. Si Dios no existe, los valores morales objetivos no existen.
  2. Los valores morales existen.
  3. Por lo tanto, Dios existe.

- En su Crítica de la razón pura, el filósofo alemán Immanuel Kant afirmó que ningún argumento exitoso a favor de la existencia de Dios surge únicamente de la razón. En su Crítica de la razón práctica continuó argumentando que, a pesar del fracaso de estos argumentos, la moralidad requiere que se asuma la existencia de Dios. [18] En lugar de probar la existencia de Dios, Kant intentaba demostrar que todo pensamiento moral requiere la suposición de que Dios existe. [19] Kant argumentó que los humanos están obligados a lograr el summum bonum: los dos objetivos centrales de la virtud moral y la felicidad, donde la felicidad surge de la virtud. Como el deber implica poder, argumentó Kant, debe ser posible alcanzar el summum bonum.[20]
- El cardenal del siglo XIX John Henry Newman propuso que la conciencia, además de dar guía moral, proporciona evidencia de verdades morales objetivas que deben ser respaldadas por lo divino. Sostuvo que el emotivismo es una explicación inadecuada de la experiencia humana de la moralidad porque las personas evitan actuar de manera inmoral, incluso cuando podría ser de su interés. Newman propuso que, para explicar la conciencia, Dios debe existir. [21] En su libro Mere Christianity, C. S. Lewis argumentó que "la conciencia nos revela una ley moral cuya fuente no puede encontrarse en el mundo natural, señalando así a un Legislador sobrenatural".[22]
- Tanto los teístas como los no teístas han aceptado que la hipotética existencia de verdades morales objetivas plausiblemente implica la noción de Dios. El filósofo ateo John Leslie Mackie aceptó que, si existieran propiedades morales (e.g., la bondad, la belleza, etc.) objetivamente reales y/o irreducibles -como sostuvo el filósofo George Edward Moore en el siglo XX, entre otros-, esto plausiblemente justificaría una explicación sobrenatural de las mismas, razón por la cual él mismo se adscribió a una forma de errorismo ético (véase: argumento de la rareza).

### Argumentosa posteriori
- El argumento cosmológico, en diversas versiones, apunta al concepto de una «causa primera» o «primera causa» de todo cuanto existe y que, mediante una serie de pasos lógicos asociados con la argumentación metafísica, es identificada con el concepto monoteísta tradicional de Dios.[23]
- El argumento del primer motor inmóvil de Aristóteles propone que todo móvil (objeto que experimenta movimiento en el sentido aristotélico del término, es decir, objeto que es sujeto a cambio) debe ser movido por un agente o motor y este a su vez por otro, de modo que la cadena de móviles necesita de un primer motor que no sea movido a su vez por nada más ("motor inmóvil"). Sobre este primer motor inmóvil, Aristóteles dirá que debe ser acto puro, forma pura, pues si no estuviese en acto sería imposible que pueda ser motor de nada. El libro central donde Aristóteles habla de él es Metafísica XII. Este mismo pasaje será reinterpretado por buena parte de la filosofía occidental (desde santo Tomás de Aquino hasta Kant, y desde san Alberto Magno hasta Hegel). Así, el primer motor funge como el principio último de la cosmología aristotélica. Mueve directamente a los astros del primer cielo, mientras estos tratan de imitarlo dando vueltas en círculo. El círculo responde al acto más perfecto según la mentalidad griega, pues no tiene comienzo ni fin, es continuo. Además, Aristóteles describe al primer motor como "gnoesis gnoeseos" (conocimiento del conocimiento) de tal manera que el primer motor vuelve sobre sí, conociendo sólo lo más perfecto: él mismo. Esto responde al porqué de la estructura esférica del universo según Aristóteles. Por otra parte, no resulta fácil saber si este motor de la cosmología aristotélica coincida con el Dios del cristianismo. Da un parecer afirmativo Tomás de Aquino. En otra interpretación, el primer motor aristotélico no conocería el mundo sublunar (la Tierra), sino solo realizaría la actividad más perfecta: pensar, conocer. Y únicamente puede conocer lo más perfecto, que sería él mismo. De esta manera no habría lugar para los hombres o el universo en el pensar del primer motor; es más, al primer motor no le interesa conocer algo que no sea él. De aquí se siguen dos rasgos importantes, que el primer motor: no es providente y tampoco nos conoce. Además, no es de algún modo infinito, recordemos que los griegos repudiaban la idea del infinito (cfr. Metafísica II,2). Esto último responde a que el conocimiento es finito (conocer es justo poner límites a la realidad) y el conocimiento de algo ilimitado, al no poder ser fijado, acaba por no ser conocimiento.
- Las cinco vías de Tomás de Aquino, tal como son presentadas en su obra mayor, la Suma Teológica, son resúmenes de desarrollos más extensos de Tomás, que incorporan en su pensamiento rasgos de Aristóteles y de Platón, algunas tan compartidas como la quinta, sobre el orden en el mundo, que llega hasta Voltaire, a su modo: «Hay Dios, porque no hay reloj sin relojero».
- El argumento de la contingencia sigue por otra ruta de pensamiento básico similar desde la naturaleza del mundo hasta su base última. Las seres que dependen de otros seres para explicar su existencia son contingentes. Pero por sí solos no pueden proporcionar una explicación de la existencia de cada ser contingente. Maimónides sostuvo que "cualquier cosa cuya esencia no implique existencia debe, incluso si es permanente, depender para su existencia de otra cosa". Por lo tanto, lo que explica la existencia de todos los seres contingentes debe incluir a un ser cuya existencia es necesaria.
- El filósofo alemán Gottfried Leibniz hizo un argumento de la contingencia donde intenta demostrar la existencia de un ser necesario e inferir que este ser es Dios con su principio de razón suficiente. En su Monadología explica que «no se puede encontrar ningún hecho que sea verdadero o existente, ni ninguna proposición verdadera», escribió, «sin que haya una razón suficiente para que sea así y no de otra manera, aunque no podemos conocer estos motivos en la mayoría de los casos». Formuló el argumento cosmológico sucintamente: «¿Por qué hay algo en lugar de nada? La razón suficiente [...] se encuentra en una sustancia que [...] es un ser necesario que lleva la razón de su existencia dentro de sí mismo». Una versión de este argumento fue discutida, entre otras cuestiones, en el debate radiofónico emitido en 1948 en la BBC sobre la existencia de Dios entre Frederick Copleston y Bertrand Russell.

Alexander Pruss formula el argumento de la siguiente forma:

1. Cada hecho contingente tiene una explicación.
2. Hay un hecho contingente que incluye todos los demás hechos contingentes.
3. Por lo tanto, hay una explicación de este hecho.
4. Esta explicación debe involucrar a un ser necesario.
5. Este ser necesario es Dios.

William L. Rowe lo formula de la siguiente forma:

1. Cada ser (que existe o alguna vez existió) es un ser dependiente o un ser autoexistente.
2. No todos los seres pueden ser dependientes.
3. Por tanto, existe un ser autoexistente.

- Otro tipo diferente de argumento cosmológico, denominado argumento cosmológico Kalām, que se basa en la premisa de un inicio temporal del universo. Este argumento se desarrolló inicialmente dentro de la teología islámica, especialmente en la tradición mutakalliman,[26] por Al-Ghazali. William Lane Craig, quien le dio tal nombre y estructura general en su libro The Kalām Cosmological Argument[27] defendie este argumento basado en experimentos mentales (como el hotel de Hilbert de David Hilbert,[28] las paradojas de Zenón y las órbitas de Júpiter y Saturno por de Al-Ghazali[29][30]) y observaciones científicas (como el Big Bang,[28] el teorema de Borde-Guth-Vilenkin[31] y la segunda ley de la termodinámica)[32] en contra de la idea de un universo sempiterno (sin comienzo en el tiempo).[9] Este argumento en particular depende explícitamente de la aceptación de una teoría A del tiempo.[33]

- El argumento teleológico propone, en términos generales, que la presencia de un sesgo axiológico o, alternativamente, un orden a fines en el mundo natural se explica mejor por referencia a un creador racional capaz de producir en la naturaleza dicho orden.[34]
- La analogía del relojero de William Paley fue una versión particular de argumento teleológico para la existencia de Dios. A modo de analogía, el argumento afirmaba que el diseño o la aparente complejidad en los organismos vivos implicaría un diseñador. Esta analogía fue propuesta por Paley en 1802 en su obra Teología Natural, y retomada fuera de contexto histórico en el llamado "argumento del diseño".
- Una variación moderna del argumento teleológico se basa en el concepto del ajuste fino del universo, según el cual, «para explicar el estado actual del universo, incluyendo la posibilidad física de la existencia de vida, incluso las mejores teorías científicas requieren que las constantes físicas de la naturaleza y el estado inicial del universo tengan valores extremadamente precisos».[35] William Lane Craig formula el siguiente argumento teleológico basado en el ajuste fino:[9]
  1. El ajuste fino del universo se debe a la necesidad física, al azar o al diseño.
  2. No se debe a la necesidad física o al azar.
  3. Por lo tanto, se debe al diseño.
- Según Richard Swinburne, catedrático de la Universidad de Oxford, «Las investigaciones científicas recientes sobre la estructura fina del universo demuestran que la materia inicial y las leyes de la naturaleza tenían que presentar cualidades realmente especiales para que en él pudiera evolucionar la vida». Sobre la existencia de leyes fundamentales que rigen la materia, opina Swinburne: «Es algo extraordinario. Creo que Dios debía tener una razón para ello. Que la materia se comporte de este modo, no solo es bello, sino que permite a los seres finitos como nosotros influir sobre el mundo y sobre nuestro prójimo».[36]
- Según la periodista de divulgación científica Julia Hinde, algunos científicos «señalan que la capacidad cognitiva humana, que supera ampliamente las exigencias impuestas por la presión evolutiva, y que nos permite percibir las complejidades del universo, apunta a Dios. Otros aluden a la incapacidad de la ciencia, hasta el momento, para explicar cabalmente el origen de la vida. [...] Michael Behe, bioquímico de la Universidad de Lehigh en Estados Unidos, sostiene que la evolución darwinista es incapaz de dar cuenta de todo lo que existe en el mundo viviente».[37][38] Francis Collins, genetista coordinador del Proyecto Genoma Humano en Estados Unidos, afirma: «No sé de ningún conflicto irreconciliable entre el conocimiento científico sobre la Evolución y la idea de un Dios creador. Yo soy genetista pero creo en Dios». Otros científicos renombrados que sustentan esta idea: Sir John Houghton, Carl Feit, Russell Stannard.[39]
- Los argumentos que sostienen que alguna cualidad observada es de una importancia fundamental y no un epifenómeno (como la justicia, la belleza, el amor o la experiencia religiosa) defienden el teísmo frente al naturalismo.
- William Lane Craig ha propuesto un argumento realista influenciado por la filosofía de las matemáticas. Este argumento gira en torno al hecho de que, mediante el uso de conceptos matemáticos, se puede descubrir mucho sobre el mundo natural. Craig se basó en Eugene Wigner y Peter Higgs. Resumió su argumento de la siguiente manera:[40][41][42]
  1. Si Dios no existiera, la aplicabilidad de las matemáticas sería solo una feliz coincidencia.
  2. La aplicabilidad de las matemáticas no es solo una feliz coincidencia.
  3. Por lo tanto, Dios existe.

### Argumentos pragmáticos
- La apuesta de Pascal, un argumento creado por Blaise Pascal en una discusión sobre la creencia en la existencia de Dios, basado en el supuesto de que la existencia de Dios es una cuestión de azar. El argumento plantea que, aunque no se conoce de modo seguro si Dios existe, lo racional es apostar que sí existe.
- La doctrina de la voluntad de creer del filósofo pragmático William James es un intento de demostrar a Dios, mostrando que la aprobación del teísmo como una hipótesis «funciona» en la vida de un creyente. Esta doctrina depende en gran medida de la teoría pragmática de la verdad de James, donde las creencias son probadas por la manera en que funcionan después de que son adoptadas, en vez de por pruebas anteriores a la conversión (una forma del método hipotético deductivo).

### Otros argumentos
- El argumento trascendental sugiere que ideales humanos como la ciencia, la moral, la lógica y otros que son centrales para nuestra comprensión y nuestra visión del mundo en general, y cuyas raíces son tanto históricamente como esencialmente teológicas y religiosas, carecen de sustento o fundamento en una visión atea de la realidad.

- Argumentos basados en la reivindicación de milagros específicos atribuidos a Dios asociados con acontecimientos o personajes históricos.

### Argumentos subjetivos
- El argumento del consenso universal: la creencia en Dios o en el mundo sobrenatural arranca del paleolítico (suelen interpretarse de ese modo distintas manifestaciones espirituales de la cultura material, desde los rituales de enterramiento hasta el arte paleolítico) y llega hasta hoy mismo (se han calculado cifras de más del 80% de la población mundial como creyente en alguna religión).[cita requerida]

## Argumentos en contra de la existencia de Dios
Cada uno de los siguientes argumentos tiene como objetivo mostrar que las características que describen y/o definen a Dios (o a los 'dioses'), posiblemente no responden a la realidad, al carecer intrínsecamente de sentido, ser contradictorias en sí mismas, o hallarse en contradicción con hechos científicos o históricos conocidos. Es decir, que no hay suficientes razones para creer en un Dios o dioses. No obstante, algunos de estos razonamientos se refieren a una definición específica de Dios, ya que no todas las religiones definen a Dios de igual manera.

### Argumentosa priori
- La argumentación ateo-existencialista de la no existencia de un ser perfecto y sensible parte, de acuerdo con el aserto existencialista de que la existencia es anterior a la esencia, y de que un ser sensible no puede ser también completo y perfecto. Esto está explicado en El ser y la nada, de Jean-Paul Sartre. Según este filósofo, Dios sería un "pour-soi" (un ser-para-sí, una conciencia), pero sería también un "en-soi" (un ser-en-sí, una cosa), lo que supone una contradicción en los términos. Un argumento similar aparece en la novela Grimus, de Salman Rushdie: «Lo que está completo también está muerto».
- El argumento de la parsimonia (o aplicación del principio de la navaja de Ockham) sostiene que, dado que teorías naturales (es decir, que no recurren a lo sobrenatural) explican adecuadamente el desarrollo de la religión y la creencia en los dioses,[43] la existencia real de tales agentes sobrenaturales es superflua y puede prescindirse de ella; a no ser que estas fueran necesarias para la explicación del fenómeno religioso, posición que sostenía el filósofo Ludwig Wittgenstein.[44][45][46]
- La táctica del Boeing 747 definitivo, que aparece en el libro El espejismo de Dios, de Richard Dawkins, es un contraargumento del "argumento del diseño". Este afirma que una estructura compleja y ordenada tiene por fuerza que haber sido diseñada. Sin embargo, un dios que es el responsable de la creación de un universo tal sería al menos tan complicado como el universo que él ha creado. Por lo tanto, también ese dios debe exigir un diseñador, cuyo diseño del mismo modo requeriría un diseñador, y así, ad infinitum. De esta manera se demuestra que este argumento es una falacia lógica[¿cuál?], con o sin petición de principio. Este “truco” apunta a que el “diseño inteligente” no es el origen de la complejidad biológica, sino que esta se presenta en la naturaleza según escalas graduadas incrementadas poco a poco, lo cual explica la selección natural.
- La paradoja de la omnipotencia sugiere que el concepto de una entidad omnipotente es lógicamente contradictoria, partiendo de la consideración de cuestiones como: "¿Puede Dios crear una roca tan grande que no pueda levantarla?" o "Si Dios es todopoderoso, ¿podría crear un ser más poderoso que él?". Filósofos como Kenneth L. Pearce y Alexander Pruss abordan estas y otras objeciones al concepto de omnipotencia al aclarar detenidamente la definición propia del mismo,[47] aunque otros como Tomás de Aquino explicaban brevemente que, en lo que respecta a la omnipotencia, Dios puede hacer aquello que, por definición, sea lógicamente posible, es decir, aquello que de suyo no implique una contradicción intrínseca.[48] Del mismo modo, un dios omnipotente que deseara saber la posición de todos los átomos en el universo a lo largo de sus 14 mil millones de años de historia, así como su futuro infinito, debería poseer una memoria más grande que el conjunto infinito de estados posibles en el universo actual.
- El argumento del libre albedrío (también llamado paradoja de la voluntad libre o fatalismo teológico) se opone a la existencia de un Dios omnisciente dotado de libre albedrío -el mismo de que se hallan dotadas sus criaturas-, debido a que ambas propiedades son contradictorias. De acuerdo con este argumento, si Dios ya conoce el futuro, entonces la humanidad está destinada a corroborar dicho conocimiento, por lo que se hallaría exenta de la voluntad libre de apartarse de dicho plan. Por lo tanto, nuestro libre albedrío contradice la existencia de un dios omnisciente. Otro argumento que ataca directamente la existencia de un dios omnisciente dotado de libre albedrío es que la voluntad de Dios mismo estaría obligada (y por tanto exenta de libre albedrío) a seguir lo que Dios conoce de antemano de sí mismo, para toda la eternidad. A estas objeciones, Tomás de Aquino comenta que Dios vive en un 'eterno presente', lo que significa que, desde su perspectiva, las acciones que los seres temporales perciben dentro de un momento específico del tiempo como 'futuras', Dios las vería como ya realizadas en acto.[49][50]
- Un contraargumento del argumento cosmológico (todo tiene una causa anterior y superior) parte de la suposición de que las cosas no pueden existir sin haber sido creadas por sus creadores, lo que se aplica a Dios, generándose así un círculo vicioso de creadores. Esto ataca la premisa de que el universo es la segunda causa (después de Dios, que se afirma que es la primera causa). Sin embargo, cabe señalar que prácticamente ningún filósofo teísta ni deísta en la historia de la filosofía y en toda la tradición de argumentos cosmológicos ha basado su argumentación en una premisa tal como "Todo tiene una causa" en el presente sentido de causa eficiente, ni en una así como "Todo tiene una causa anterior y superior".[51]
- El problema del infierno es la idea de que la condenación eterna por los actos realizados en una existencia finita contradice la omnibenevolencia y omnipresencia divinas del Dios de la teología revelada.

### Argumentosa posteriori
- El argumento de las revelaciones inconsistentes se opone a la existencia del concepto de Dios tal como se describe en los libros sagrados (tales como el Tanaj judío, la Biblia cristiana o el Corán islámico) mediante la identificación de contradicciones entre las distintas escrituras, dentro de una misma escritura, o entre la escritura y los hechos conocidos. Para ser eficaz, este argumento requiere confrontarse con la doctrina de la infalibilidad o inerrancia bíblica (no común a todas las visiones teológicas[52]). La Biblia no es demostración de la existencia de Dios, ya que implicaría un argumento circular: «Dios existe porque dice en este libro que existe», asegura el creyente. «Pero, ¿tal libro lo escribió Dios?», puede preguntar el ateo. A lo que contesta el creyente: «No, lo escribió el hombre, pero fue revelado por Dios», lo que supone un nuevo círculo continuo argumental. Sin embargo, los musulmanes presentan el Corán como prueba empírica de la existencia de Dios, no tanto por lo que el Corán afirme que sea revelado por Dios (que sería un argumento circular) sino por su belleza (falacia ad consequentiam). En este sentido, cuando a Mahoma se le solicitaban referencias sobre algún milagro, él respondía que su único milagro había sido el Corán.
- El problema del mal se opone a la existencia de un Dios que es al mismo tiempo omnipotente y omnibenevolente argumentando que ese Dios no debe permitir la existencia del mal o el sufrimiento en el mundo.
- El argumento del mal diseño se opone a la idea de que Dios creó la vida. Recurre para ello a los múltiples ejemplos biológicos que parecen exhibir un mal 'diseño'.
- El argumento de la no creencia se opone a la existencia de un Dios omnipotente y de que los seres humanos crean en él. La simple existencia de seres humanos que no lo hacen, demuestra la incapacidad de Dios para lograrlo.
- La falta de apariciones divinas a lo largo de la historia, ya que solo se atestiguan en escasos relatos bíblicos de la Antigüedad y ante muy pocos testigos,[53] se ha esgrimido como fuerte evidencia contra la idea de la revelación divina. Las nulas pruebas reales de fenómenos sobrenaturales en el espacio, tras siglos de observación astronómica, constituyen otra prueba en contrario. El falsacionismo propone:[54] «No todos los cuervos son negros» si ha aparecido uno que no fuera negro. Las pruebas subjetivas, por sentimientos personales, al estilo de «sentir su presencia y saber que existe», no sirven como prueba, ni para ser falsadas (en referencia al filósofo Karl Popper). Uno podría sentirse habitado también por el Diablo o por el espíritu del pirata Henry Morgan y no habría manera alguna de probarlo. A este respecto, Richard Dawkins escribió en El espejismo de Dios que estaba de acuerdo con la frase de Robert M. Pirsig: "Cuando una persona sufre delirio, se le llama locura. Cuando muchas personas sufren un delirio, se llama religión".
- El no-cognitivismo teológico, tal como se utiliza en la literatura, por lo general trata de desmentir el dios-concepto a través de la premisa de que es imposible de verificar por medio de pruebas científicas.
- El argumento antrópico afirma que, si Dios es omnisciente, omnipotente y perfecto moralmente, habría creado otros seres moralmente perfectos en lugar de seres humanos imperfectos.
- El desafío del Dios maligno sostiene que, a menos que haya una respuesta satisfactoria al problema del mal, no hay razones para aceptar que exista un Dios benevolente y no uno malévolo en su defecto.
- El argumento de la ausencia de razón trata de demostrar que un ser omnipotente y omnisciente no tendría ninguna razón para actuar de una manera determinada, en particular mediante la creación de un universo, dado que no tendría necesidades, querencias o deseos, ya que conceptos tales son propia y subjetivamente humanos. Esto entraña una contradicción con el hecho de existir el universo; por lo tanto, un Dios omnipotente no puede existir. Este argumento es expuesto por Scott Adams en el libro God’s Debris, que propone una forma de pandeísmo como modelo teológico fundamental. Un argumento similar se presenta en el libro de Ludwig von Mises La acción humana. Se refirió a él como el "argumento praxeológico", afirmando que un ser perfecto debe tener desde siempre resueltos todos sus deseos y necesidades, y, de tomar alguna iniciativa en el presente, esto, por sí solo, probaría su incapacidad, demostrándolo imperfecto.
- El argumento de la "inducción histórica" concluye que, dado que la mayoría de las religiones teístas a lo largo de la historia, como la religión del Antiguo Egipto, o la antigua religión griega, tanto como sus deidades, finalmente han llegado a ser consideradas falsas o absurdas, todas las religiones teístas, incluidas las contemporáneas, lo son, siguiendo un razonamiento inductivo. Esto se comprende bien a partir de la conocida cita de Stephen F. Roberts: «Yo sostengo que tanto usted como yo somos ateos. Yo únicamente creo en un dios menos que usted. Cuando usted entienda por qué motivo rechaza a todos los demás dioses posibles, entenderá por qué motivo rechazo yo el suyo».
- Una prueba biológica contra el fundamentalismo literalista y el "argumento del diseño inteligente", fundada en Darwin, es la comprobación de que el ADN del chimpancé y el humano tienen más de un 99% de elementos en común, con el agregado de los numerosos hallazgos, en el registro fósil, del linaje completo humano, desde el Australopitecus hasta el Homo habilis, el Homo ergaster, Homo erectus, Homo heidelbergensis, Homo neanderthaliensis, Homo floresiensis, Homo rhodesiensis y finalmente Homo sapiens. Conocedor Charles Darwin de la filosofía de Epicuro, planteaba al respecto: «No puedo llegar a persuadirme de que un Dios benéfico hubiera creado adrede a los icneumónidos (avispas endoparásitas) con la intención expresa de que se comieran desde dentro a las orugas vivas, o de que los gatos jugaran a muerte con los ratones».[cita requerida] El físico y sacerdote anglicano John C. Polkinghorne responde al argumento del mal natural basándose en ideas del escritor británico Charles Kingsley acerca del evolucionismo de Darwin. Polkinghorne expone una justificación de la existencia del mal y el sufrimiento en el mundo (concretamente de la enfermedad del cáncer) desde un punto de vista científico. El mal y el sufrimiento no son más que el "coste" de la autonomía, del "hacerse a sí misma", que Dios permite en la naturaleza:

Las mutaciones genéticas engendran nuevas formas de vida, pero exactamente los mismos procesos bioquímicos hacen que otras células mutantes se conviertan en malignas. No se puede tener lo uno sin lo otro. En el mundo hay cáncer no porque el Creador sea indiferente o incompetente, sino porque es el coste inevitable de una creación a la que se le permite hacerse a sí misma. No creo de ninguna manera que esta sea una respuesta completa a las dificultades que plantea el sufrimiento, pero al menos nos deja entrever que la existencia de la enfermedad no es algo gratuito. [Y sobre el sentido de la devoción de Dios:] Dios es merecedor de nuestra devoción porque Dios es en último término el fundamento de la bondad, la verdad y la belleza.

### Argumentos subjetivos
Al igual que los argumentos a favor de la existencia de Dios, los argumentos subjetivos en contra de la divinidad sobrenatural se basan principalmente en el testimonio o la experiencia de testigos, o bien en las proposiciones de las religiones reveladas en general.
- El argumento testimonial da crédito a los testigos personales contemporáneos y del pasado, que, o bien no creen, o bien dudan de la existencia de Dios, por la simple razón de que nunca se les ha hecho visible.
- El argumento del conflicto de religiones aduce que cada una de estas da una versión diferente de lo que Dios es y de lo que Dios quiere. Ya que todas las versiones contradictorias no pueden ser correctas, muchas, si no todas las religiones, deben ser erróneas.
- El argumento de la decepción sostiene que, cuando se le pide, no hay ninguna ayuda visible de Dios, por lo tanto no hay ninguna razón para creer que hay un Dios que provee.

### Argumentos hinduistas
El ateísmo hinduista esgrime diversos razonamientos[¿cuál?] para rechazar un Dios creador o Íshwara. Hay que tener en cuenta que en el hinduismo hay dos corrientes distintas: una que es impersonal (no hay dios) y la otra, que promueve Krishna que rechaza la anterior y señala que hay un dios personal. En la línea impersonal está por ejemplo el budismo.

#### La doctrina ateísta sankhia
El texto del Samkhia-sutra (o Sankhia-pravachana-sutra) ―de la doctrina Sankhia―, afirma que no hay lugar filosófico para un Dios creador. También se argumenta en este texto que la existencia de Íshwara no puede ser probada, y por lo tanto no puede ser admitida. La escuela sankhia argumenta en contra de la existencia de Dios por motivos metafísicos. Sostiene, por ejemplo, que un Dios inmutable no puede ser la fuente de un mundo siempre cambiante; Dios era una hipótesis metafísica necesaria exigida por las circunstancias. Los textos del sankhia tratan además de demostrar que la idea de Dios es inconcebible y contradictoria, y algunos comentarios son esgrimidos con claridad sobre este tema. El Sankhya-tattva-kaumudi afirma que un Dios perfecto no puede tener necesidad de crear un mundo, y si el motivo de Dios es la bondad, la doctrina inquiere si es razonable llamar a existir a seres que, en el no ser, no padecían sufrimiento alguno. La doctrina sankhia postula que una deidad benevolente debería crear solo criaturas felices, no un mundo imperfecto como el mundo real.

#### La doctrina ateísta mimaṃsa
Los defensores de la doctrina mimaṃsa ―fundada en ciertos rituales y en la ortopraxis― afirman que ninguna evidencia supuestamente probatoria de la existencia de Dios era convincente. Argumentan que no hay necesidad de postular un creador para el mundo, al igual que no había necesidad de un autor para componer el Rig-veda (el texto más antiguo de la India, de mediados del II milenio a. C.) o de un dios para validar los rituales. El mimamsa afirma que los dioses mencionados en los Vedas no tienen existencia aparte de los mantras que repiten sus nombres. En ese sentido, el único poder divino emanará de los mantras.